# Alexandru Dumitrescu (sportiv)
Liviu Alexandru Dumitrescu (n. 10 mai 1988, Ploiești, România) este un canoist de origine română, multiplu campion european și mondial.